# 11067 Greenancy
11067 Greenancy eller 1992 DC3 är en asteroid i huvudbältet som upptäcktes den 25 februari 1992 av Spacewatch vid Kitt Peak-observatoriet. Den är uppkallad efter Nancy Green.
Asteroiden har en diameter på ungefär 6 kilometer.